# Hyundai N Vision 74
El Hyundai N Vision 74 es un vehículo conceptual desarrollado por el fabricante surcoreano Hyundai, basado en el Hyundai Pony Coupé Concept, presentado en el Salón del Automóvil de Turín en 1974. El deportivo se presentó en el N Day 2022, un evento organizado por la división de rendimiento Hyundai N a mediados de julio de 2022 en Busan, Corea del Sur, junto con el concepto Hyundai RN22e basado en el vehículo eléctrico Hyundai Ioniq 6. El Hyundai N Vision 74 es un coupé de tracción trasera impulsado por dos motores de tracción eléctrica, ambos en el eje trasero. La energía es proporcionada tanto por una batería de almacenamiento como por una pila de combustible de hidrógeno.

## Historia

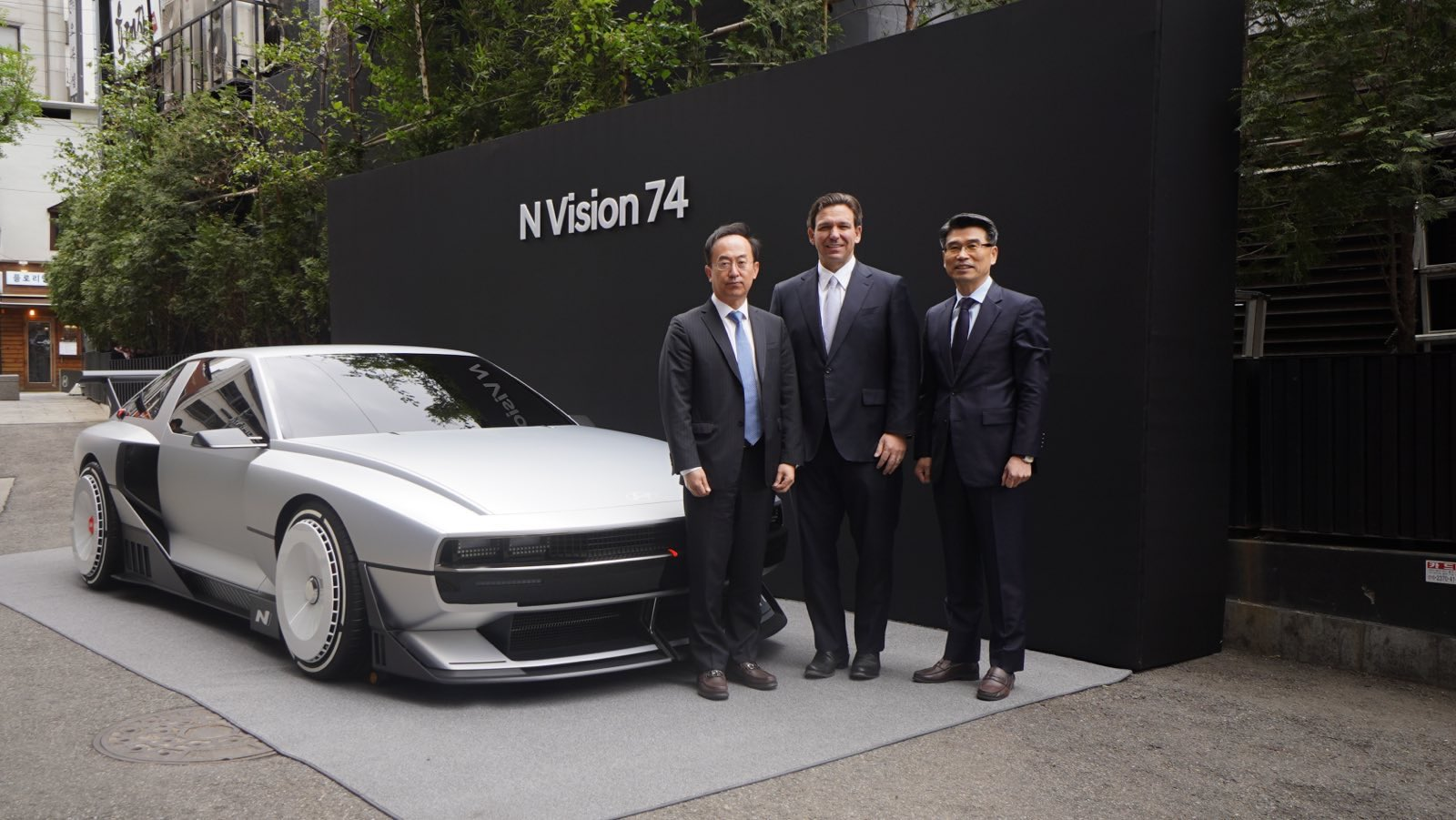
Político estadounidense Ron DeSantis visitando el KIA-Hyundai Presidents-Concept Vehicle en Seúl, Corea del Sur. Aparece junto con el vehículo en mención.

El estilo del Hyundai N Vision 74 está inspirado en el Hyundai Pony Coupé Concept (1974), mientras que las tecnologías subyacentes se inspiraron en el Hyundai N 2025 Vision Gran Turismo de 2015. El tren motriz fue desarrollado conjuntamente con Rimac Automobili y se mostró por primera vez en 2021, inspirado en el concepto Vision FK derivado del Kia Stinger. Albert Biermann, en aquel entonces presidente de la Hyundai, confirmó que el prototipo N Vision 74 se "derivó de un [Kia] Stinger": "Toda la idea comenzó con una marca diferente. No era una cosa del [Hyundai] N en absoluto, era para la marca de lujo [Hyundai Genesis]. Pero luego dijimos que esto era un montón de cosas complicadas, así que tenemos que construir un mecha-proto, como es como llamamos a un prototipo construido sobre un automóvil existente, y luego aplicar los nuevos sistemas. Nos dimos cuenta de que el Stinger era el más cercano en términos de tamaño".
Aunque el Hyundai Pony Coupé Concept de 1974 diseñado por Giorgetto Giugiaro era un modelo estático cuando se exhibió en el Salón del Automóvil de Turín, se prepararon bocetos y planos para una versión de producción que nunca llegó a buen término, ya que no había un motor adecuado ni había un caso de negocio para llevarlo al mercado. Además del Hyundai Pony de producción, Italdesign y Giugiaro fueron responsables de diseñar autos deportivos similares en forma de cuña casi al mismo tiempo, incluidos el BMW M1 y el Lotus Esprit. Algunos de los bocetos iniciales del N Vision 74 hechos por el jefe de diseño de Hyundai, SangYup Lee, estaban realizados en 2016.
El N Day 2022 tenía como objetivo demostrar el enfoque de la gama de Hyundai N en el rendimiento, incluso cuando Hyundai incorpora más vehículos eléctricos a su línea. A diferencia del típico prototipo de automóvil, que son ejercicios de estilo estáticos, el N Vision 74 es lo que Hyundai llama un "Rolling Lab" apto para carretera. En septiembre de 2022 se celebró un evento de seguimiento del N Day para la prensa automovilística, quien tuvo la oportunidad de conducir el prototipo en la pista de Bilster Berg en Alemania.
En diciembre de 2023, se informó de que Hyundai había confirmado sus planes de producir 100 unidades del N Vision 74, con 70 coches vendidos al público y los otros 30 reservados para las carreras. Según los informes, el automóvil tendrá alrededor de 800 caballos de fuerza, y la producción comenzará en 2026.

## Diseño y especificaciones
El diseño exterior se atribuye a SangYup Lee, quien dijo: "Incluso estaba esbozando [ideas de N Vision 74] en el avión a Corea, de camino a Hyundai. Quería crear un coche que celebrara las raíces de Hyundai".
El N Vision 74 está equipado con dos motores de tracción eléctrica (ambos instalados en el eje trasero), con una potencia combinada de 670 hp (500 kW) y 664 lb·pie (900 N·m) de par, que se basa en un paquete de baterías de 62,4 kW-h y tanques de hidrógeno que almacenan 4,2 kg (9,3 lb) para una pila de combustible a bordo. La potencia máxima de la pila de combustible es de 85 kW (114 CV).  Accionar cada rueda trasera con su propio motor de tracción permite la vectorización del par de movimiento de fuerza. Los ingenieros de Hyundai están considerando agregar un tercer motor de tracción eléctrica al eje delantero.
Para convertir los diseños de Lee en un prototipo de carretera, Hyundai utilizó componentes de vehículos existentes; por ejemplo, la pila de combustible y el sistema de almacenamiento de hidrógeno se tomaron del Hyundai Nexo, el sistema eléctrico y los motores de tracción son similares a los vehículos E-GMP como el Hyundai Ioniq 5 y 6, y partes de la estructura de la carrocería se derivaron del Genesis G70. Conducido por Motor Trend en un evento de prensa en septiembre de 2022, el coche estaba equipado con neumáticos Pirelli P Zero, 270/35R20 delante y 315/30R21 detrás.
Hyundai afirma que el coche puede acelerar a 60 mph (97 km/h) en cuatro segundos y tiene una autonomía (incluido el uso de la pila de combustible como unidad de potencia auxiliar que la amplía) de más de 372 millas (599 km) en el ciclo WLTP.  La velocidad máxima es de más de 250 km/h (160 mph).

### Recepción

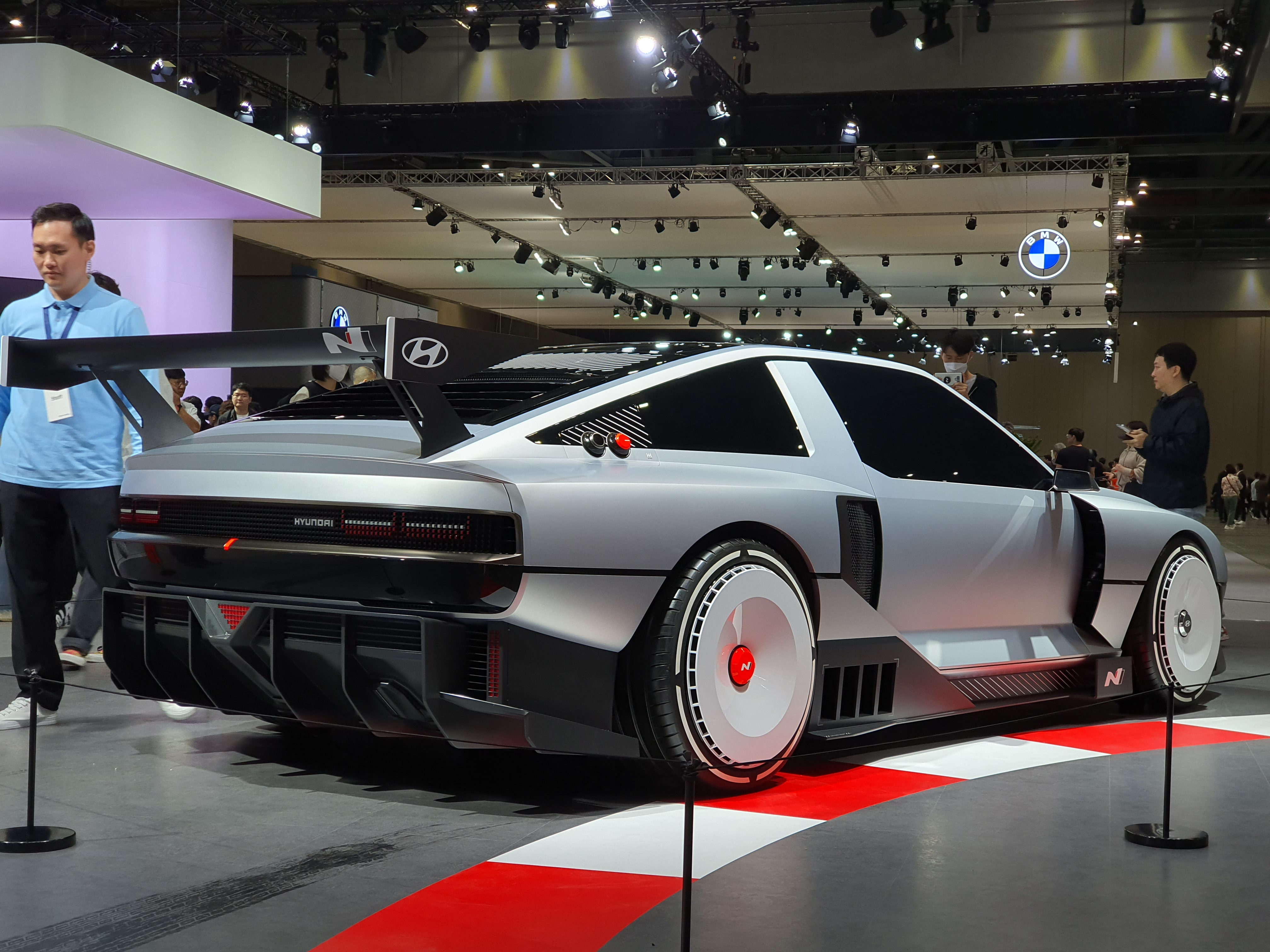
Vista trasera del modelo.

El estilo del N Vision 74 ha sido elogiado por combinar la inspiración del Lancia 037 y el DMC DeLorean con el lenguaje de diseño "Parametric Pixel" de la familia Ioniq. Otros críticos han comparado el prototipo con los coupés deportivos de las décadas de 1970 y 1980, como el Audi Quattro, el BMW M1, el Mitsubishi Starion, el Nissan Silvia S12, el Toyota AE86, el Toyota Supra A60 y el Volkswagen Scirocco II, todos miembros de lo que Jonny Lieberman dijo que era "el espíritu de la época de los entusiastas de los coches de hoy".
Debido a que los componentes del automóvil se derivan en gran medida de vehículos de producción, el costo de desarrollar un N Vision 74 de producción podría reducirse; Fuentes de Hyundai señalan que el N Vision 74 comparte la misma distancia entre ejes que el concepto Genesis X Speedium Coupé y afirmaron que están desarrollando un tercer concepto coupé.